# Arzago d'Adda
Arzago d'Adda [aɾˈʦaːɡo ˈdadːa] (Arsàch [aɾˈsak] in dialetto locale, e semplicemente Arsago [aɾˈsaːɡo] fino al 1929) è un comune italiano di 2 773 abitanti della provincia di Bergamo in Lombardia. Il comune è situato nella pianura bergamasca sud-occidentale, all'estremità del territorio provinciale.

## Storia
Il paese, tra i più antichi della Gera d'Adda, era abitato già in epoca preromana da gruppi appartenenti alle tribù dei Liguri.
I primi insediamenti stabili ed organizzati furono comunque opera dei Romani, i quali vi fondarono un pagus. È a questo periodo che risale il toponimo, che recenti studi fanno derivare dal nome di persona Arezio. Questa tesi è avvalorata dal ritrovamento, avvenuto nel 1985, dei resti di una villa romana risalente al IV secolo. Si suppone che questa facesse parte del Fondo Areziaco, che indicherebbe appunto le proprietà di Arezio.
Numerosi sono i resti dell'epoca romana, tanto che nel 1817 un contadino, mentre rimuoveva il letame dal letamaio per trasportarlo in un suo campo, urtò un contenitore di terracotta contenente monete coniate dall'imperatore Antonino Pio nel II secolo. La gran quantità di monete (circa 150 libbre di monete di rame, circa 200 piccole monete d'argento e poche altre monete, probabilmente d'ottone) venne fatta sparire dalla popolazione accorsa dopo essere stata avvisata della scoperta. Si dice che nei periodi successivi vi furono numerosissimi scavi volti alla ricerca di ulteriori tesori.
Dopo il periodo dell'impero romano il paese fu soggetto alle scorrerie delle orde barbariche, seguite dall'arrivo dei Longobardi. A questo periodo risale il documento conosciuto come il testamento di Taido, che, datato 774, cita l'esistenza dell'antica chiesa di San Lorenzo. Questa costruzione era sede battesimale, nonché matrice di tutte le chiese minori dei borghi vicini.
Con l'avvento del Medioevo il paese, colpito dalle lotte fratricide tra guelfi e ghibellini, si dotò di fortificazioni a scopo difensivo, tra cui alcune torri ed un castello, nel quale viveva la famiglia dei de' Capitani, detentrice del potere feudale fin dal 1030.
In quel periodo si consolidò una curiosa tradizione: il podestà appena eletto doveva abbracciare una colonna mozza, risalente al periodo romano, e pronunciare la formula del giuramento.
Nei secoli seguenti si verificò la dominazione del Ducato di Milano che inglobò i comuni all'epoca cremonesi della Gera d'Adda e che durò fino al 1797.
Tra i secoli XV e XVII crebbe in Arzago il potere di un ramo della famiglia Carcano, patrizia milanese, che detenne ininterrottamente per cinque generazioni la carica religiosa di prevosto d'Arzago, tanto da rendere comune la denominazione della famiglia come Carcano d'Arzago. I cinque prevosti Carcano furono in successione: D. Giampietro (nel secondo Quattrocento), D. Giovanni, D. Pietro Paolo, D. Giorgio e, infine, D. Luigi (nel primo Seicento).
Nel Settecento comparve infine un ramo della nobile famiglia Sessa, che avrebbe detenuto per i successivi due secoli il giuspatronato sulla chiesa campestre della Beata Vergine del Rosario presso la Cascina Ravaiola: ciò avvenne a seguito del matrimonio celebrato a Milano nel 1699 fra Giuseppe Maria Sessa e Livia Binaghi, la cui famiglia già possedeva cospicui beni nella vicina Brignano. I loro figli, i nobili Carlo e il sacerdote Giacomo Sessa, acquistarono la Cascina Ravaiola dai marchesi Visconti Ajmi negli anni '30 del Settecento: dapprima utilizzata come tenuta di campagna, essa divenne residenza abituale della famiglia solo a partire dall'Ottocento.
I secoli dell'età moderna non videro il paese al centro di particolari avvenimenti, tanto che da centro rinomato e di riferimento in tutto il circondario, Arzago divenne un piccolo e tranquillo borgo di pianura, dedito all'agricoltura ed all'allevamento.

### Simboli
Lo stemma e il gonfalone erano stati concessi con D.P.R. del 30 gennaio 1956 con la blasonatura: troncato: nel primo alla colonna romana d'argento; nel secondo d'azzurro, al castello di rosso, merlato di cinque alla ghibellina, chiuso dello stesso, fondato su di una campagna di verde. Ornamenti esteriori di Comune.
Con decreto del presidente della Repubblica del 15 luglio 2011 sono stati concessi, con alcune correzioni, lo stemma e il gonfalone attualmente in uso.
La colonna spezzata ricorda la colonna romana, che, nel Medioevo, i podestà dovevano abbracciare una volta eletti, giurando di essere retti e saldi come essa. Il torrione allude al castello dei de' Capitani d'Arzago, feudatari del luogo.
Il gonfalone è un drappo partito di giallo e di azzurro.

## Monumenti e luoghi d'interesse

### Architetture religiose

#### Chiesa parrocchiale di San Lorenzo

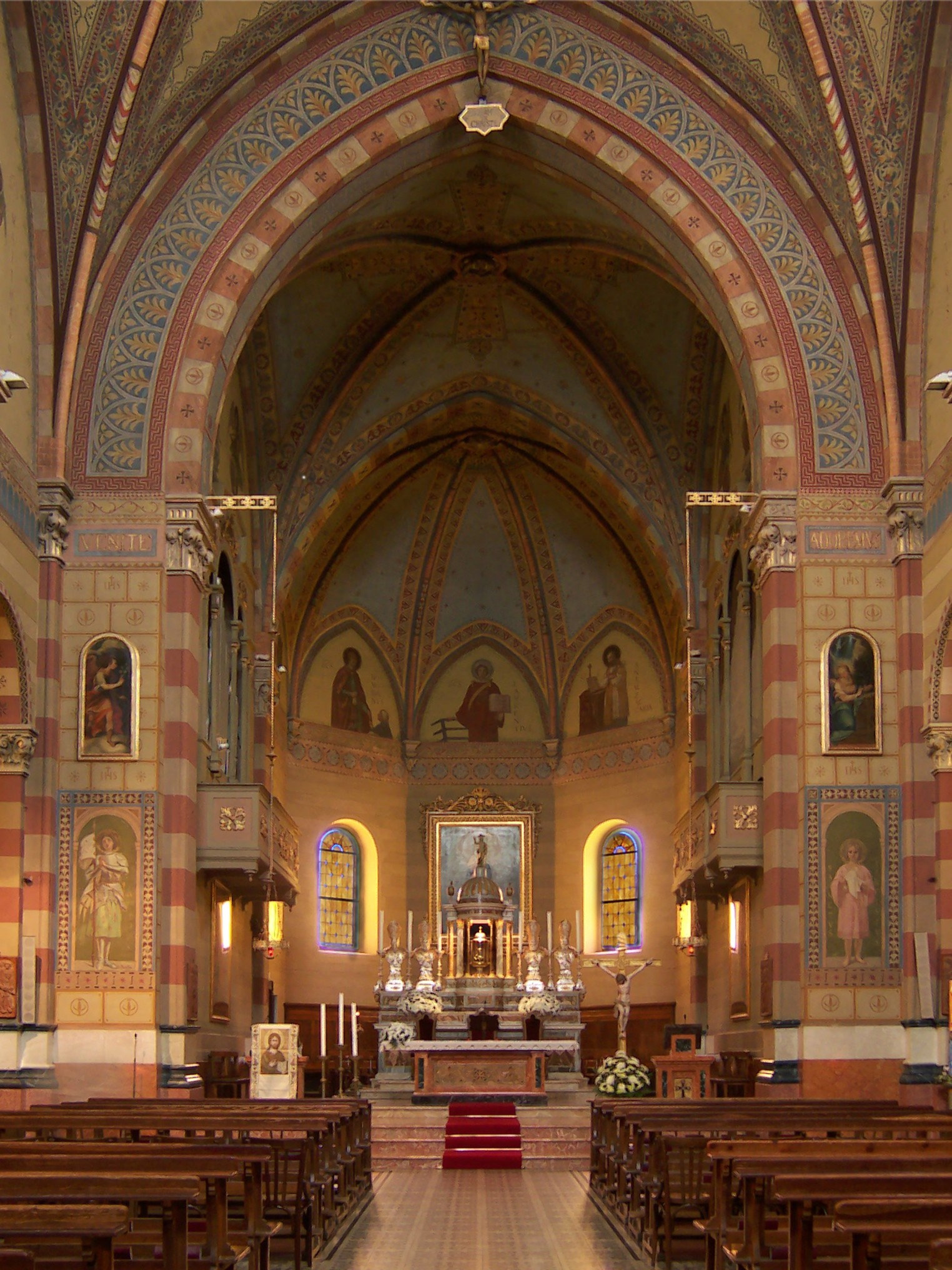
Chiesa parrocchiale - Interno

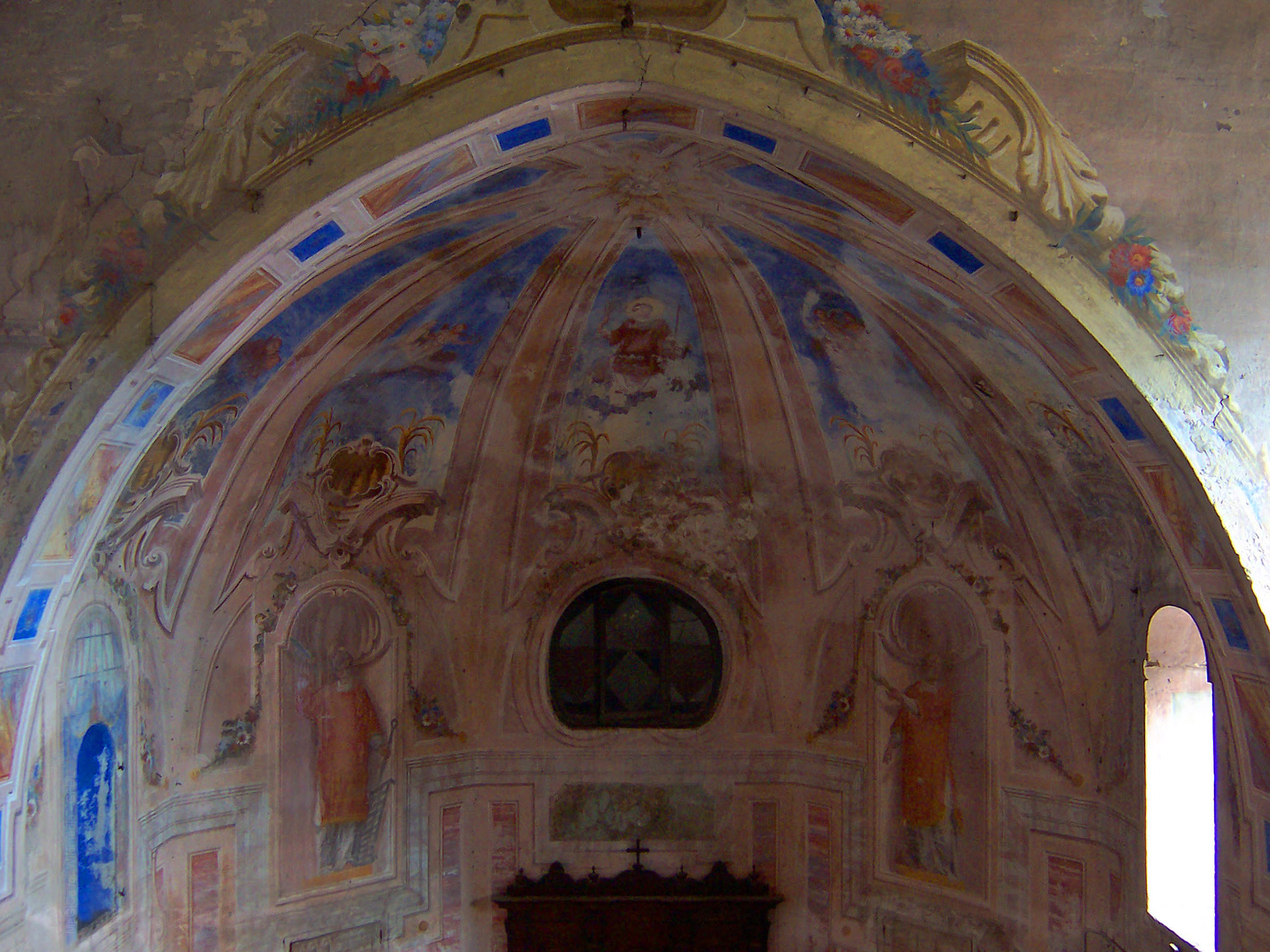
Abside dell'antica pieve, situata nell'attuale chiesa di san Lorenzo

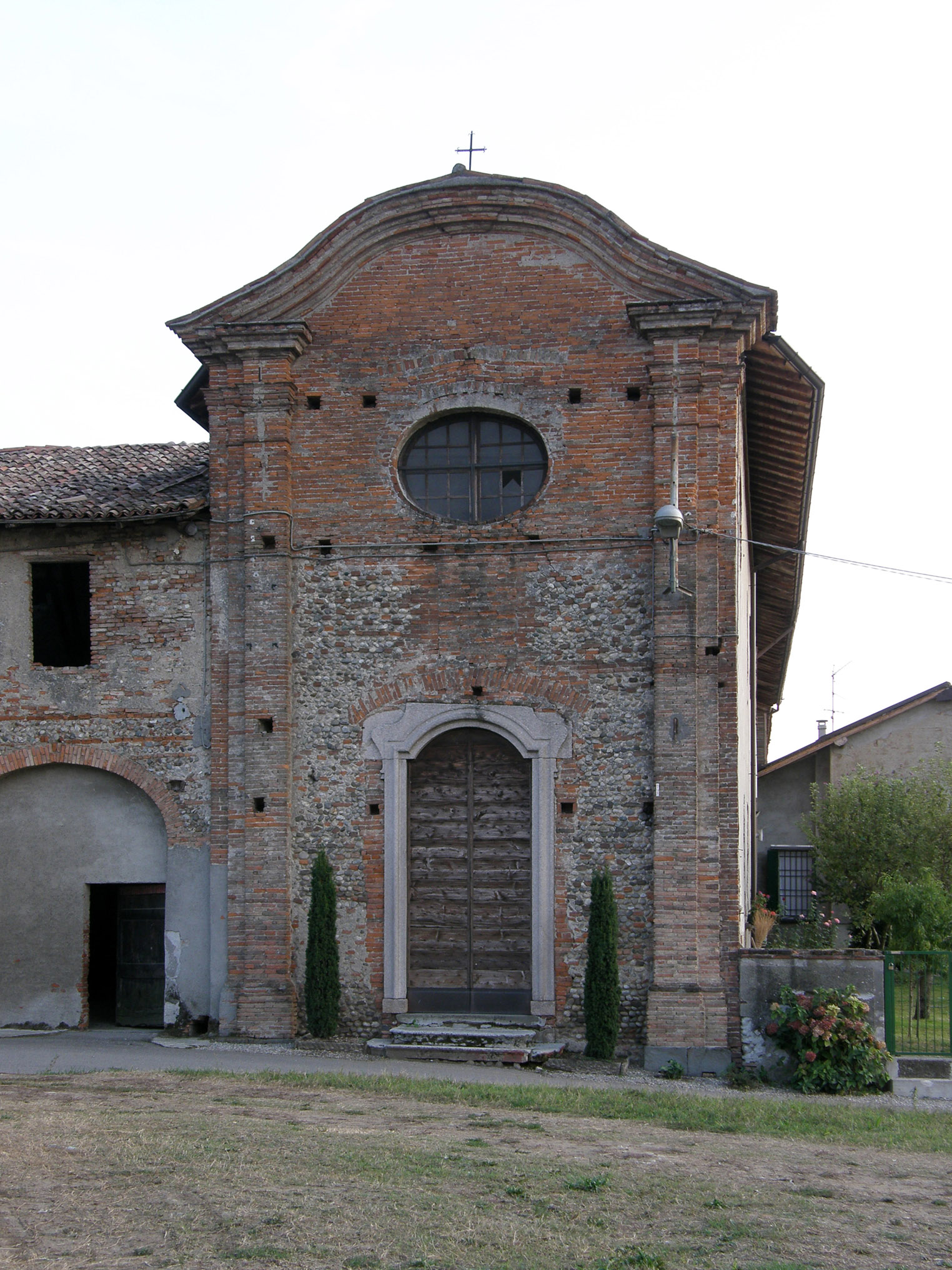
Chiesetta della B. V. del Rosario

La chiesa parrocchiale, dedicata a san Lorenzo, è stata edificata in stile neogotico al termine del XIX secolo in luogo di quella che per secoli era stata la costruzione sacra di riferimento per gran parte della Gera d'Adda cremonese occidentale: dell'antica pieve rimane soltanto l'abside, che ora è parte della sacrestia della chiesa parrocchiale.

#### Chiese campestri
Sono presenti anche altre piccole chiesette campestri: meritano menzione quella intitolata alla Beata Vergine del Rosario, di antico giuspatronato dei nobili Sessa, quella di San Francesco e l'Oratorio di San Bernardo.

### Architetture civili

#### Castello dei marchesi de Capitani d'Arzago

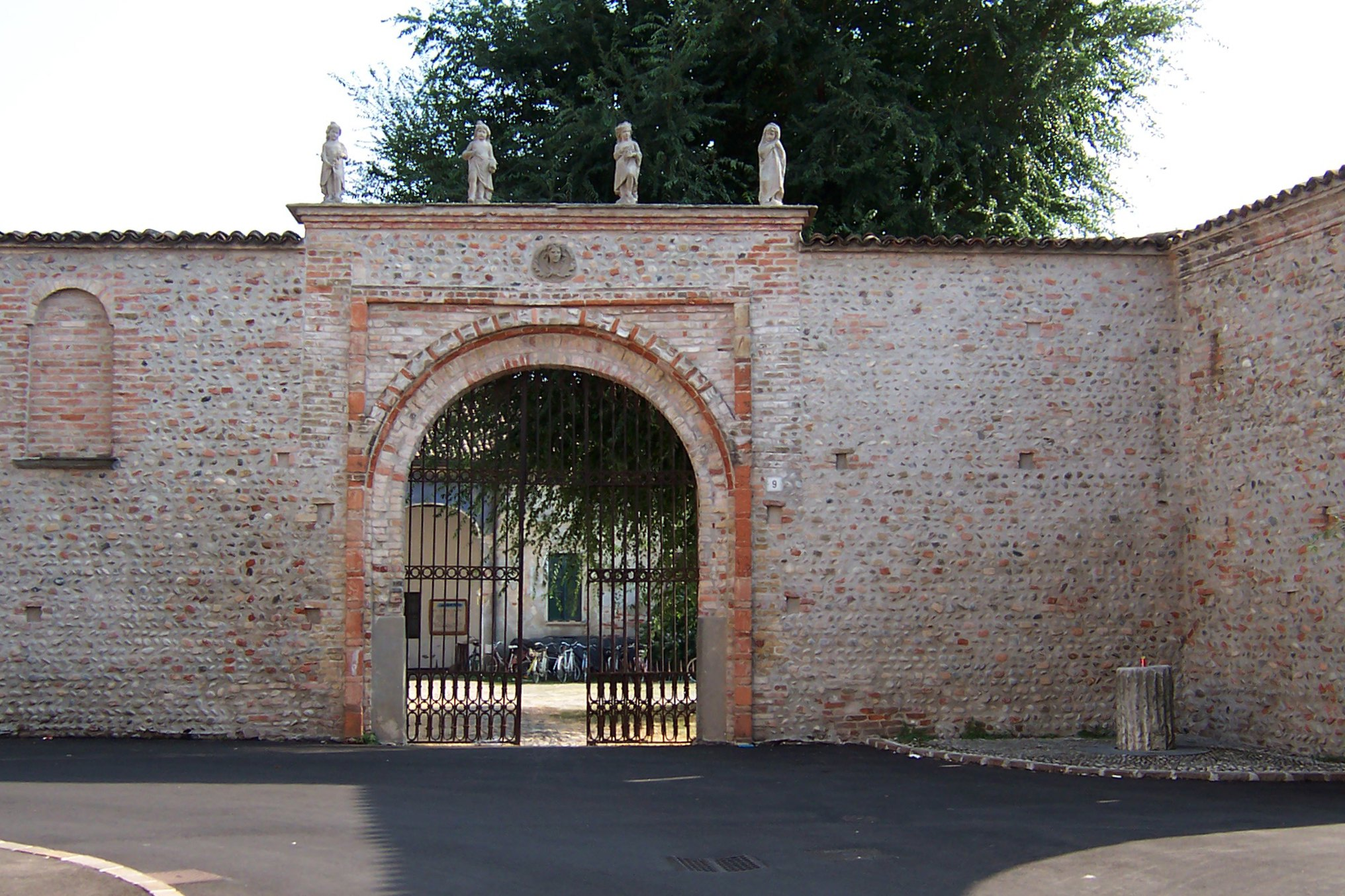
Portale del castello e, sulla destra, colonna podestarile

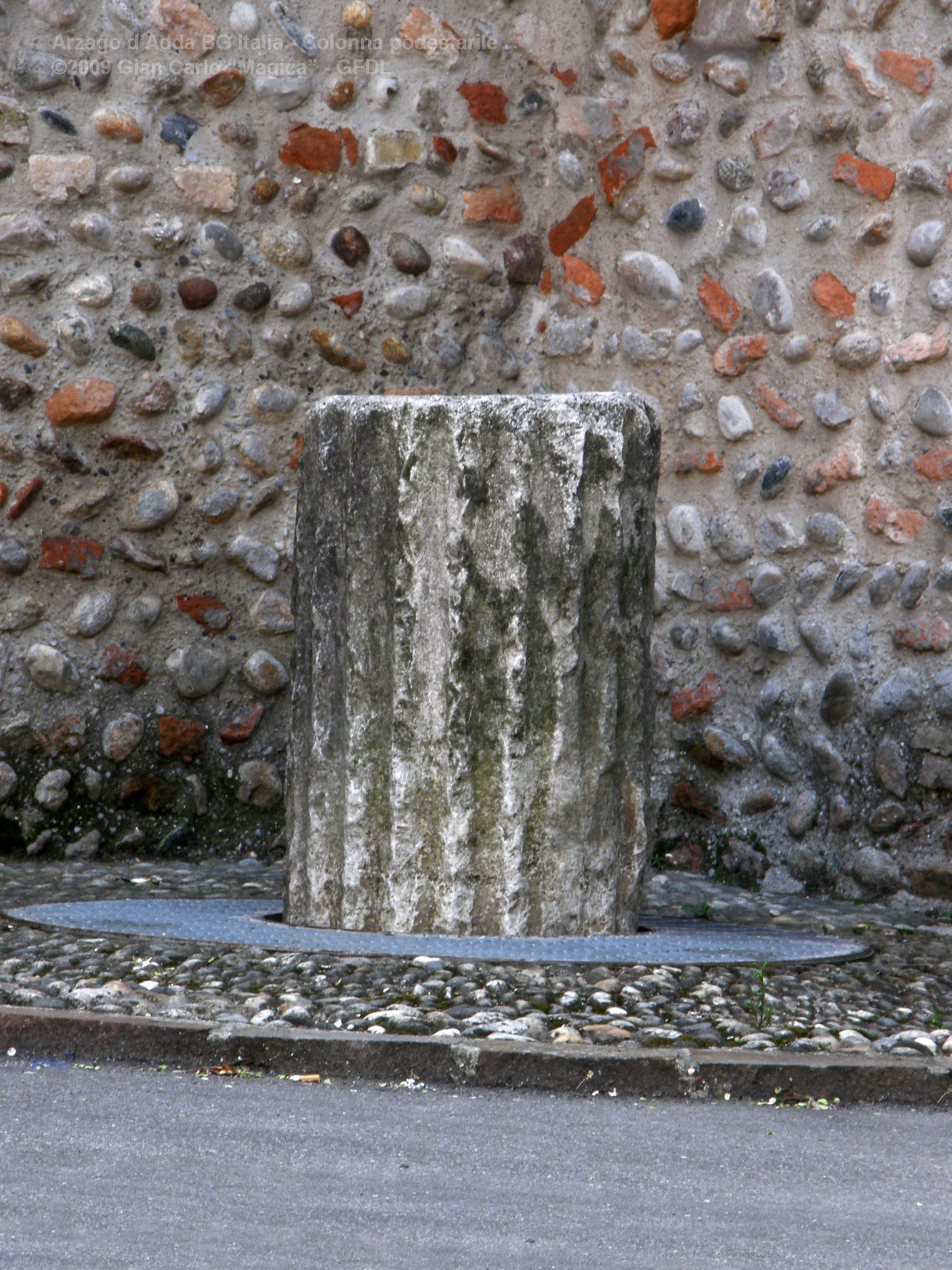
Colonna podestarile

Molto importante è il castello della famiglia de Capitani d'Arzago che venne ristrutturato nel XVI e XVII secolo, adibito a residenza signorile, presenta ancora le mura d'ingresso in mattoni, con archi d'ingresso al di sopra dei quali resistono quattro piccole statuette raffiguranti le quattro stagioni. Poi, però il castello fu venduto e divenne un'osteria fino al secolo scorso. Nell'edificio, durante i restauri sono stati ritrovati degli affreschi raffiguranti fregi allegorici e, nella parte posteriore, è stato ritrovato lo stemma dei de Capitani d'Arzago, che prima non era visibile. Di questo stemma si parla anche in un manoscritto anonimo di fine Ottocento, conservato nell'archivio parrocchiale di Arzago, riguardante la famiglia de Capitani: "…nell'antico castello, ove in oggi trovasi un'osteria di campagna, affatto lombarda, vi è tuttora dipinta l'arma de Capitani d'Arzago."

#### Cascina Ravaiola dei nobili Sessa

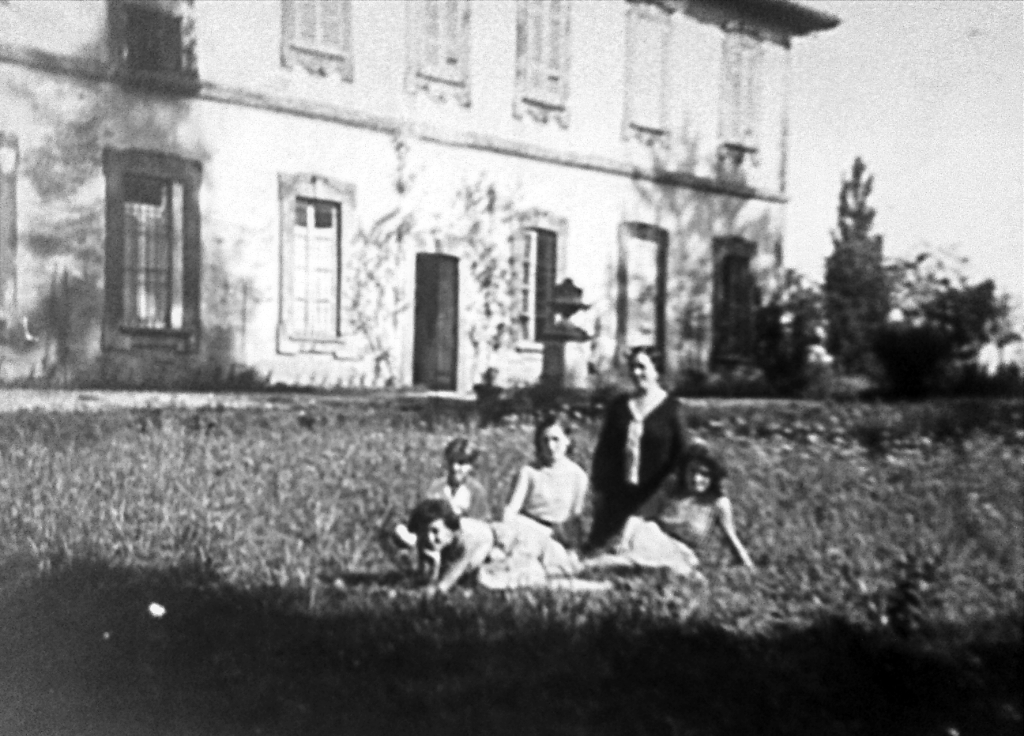
La Cascina Ravaiola nel 1930. Nella foto alcuni membri della nobile famiglia Sessa: Alessandra Favini, moglie di Luigi Sessa, proprietario della Ravajola, e le sue tre figlie Gaetanina Paolina, Camilla, Carla e Paolo Sessa, figlio del cognato Francesco Sessa.

La Ravaiola o Ravajola, com'era un tempo detta, è un'antica cascina sei-settecentesca, sorta in località Ravaiola e strutturata come un complesso dotato di residenza padronale, rustici, case coloniche e oratorio gentilizio. Appartenuta in un primo tempo ai marchesi Visconti di Brignano, ai primi del Settecento fu da questi venduta ai nobili Sessa i quali, assieme alle 2400 pertiche circostanti, ne detennero la proprietà sino alla morte del Cavalier Luigi Sessa, i cui eredi nel 1939 optarono per la vendita prima delle terre e poi del maniero, acquisiti dai marchesi de Capitani d'Arzago. Il pittore Antonio Guadagnini fu ospite alla Cascina Ravaiola e amico dei signori Sessa, per i quali realizzò diverse opere e ritratti. Secondo la tradizione arzaghese, i Sessa concessero la tumulazione dell'artista, che morì proprio ad Arzago, nella loro cappella gentilizia, oggi proprietà dei discendenti Gatti Grami.

#### Villa romana
Del periodo romano restano la villa, risalente all'epoca imperiale e scoperta pochi anni or sono, e la colonna mozza detta anche podestarile, che i podestà dovevano abbracciare al fine di portare a termine il proprio mandato con la rettitudine salda propria della colonna stessa.

## Società

### Evoluzione demografica
- 150 nel 1751
- 627 nel 1805
- annessione a Vailate nel 1809
- 713 nel 1816
- 965 nel 1853
- 993 nel 1859

Abitanti censiti

## Infrastrutture e trasporti
Dal 1880 al 1920 la località era servita da una fermata posta lungo la tranvia Lodi-Treviglio-Bergamo.

## Galleria d'immagini

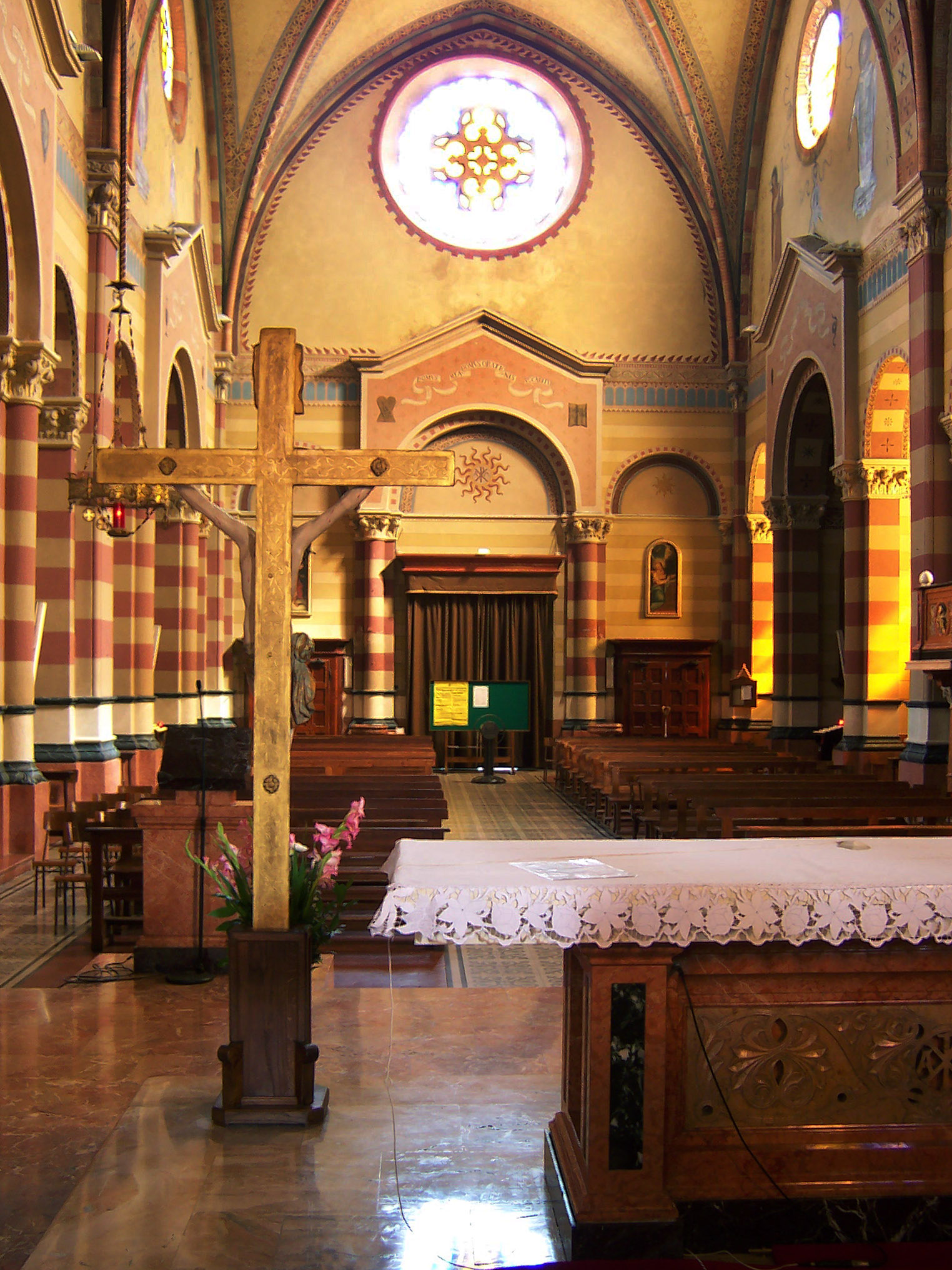
Chiesa Parrocchiale - Interno
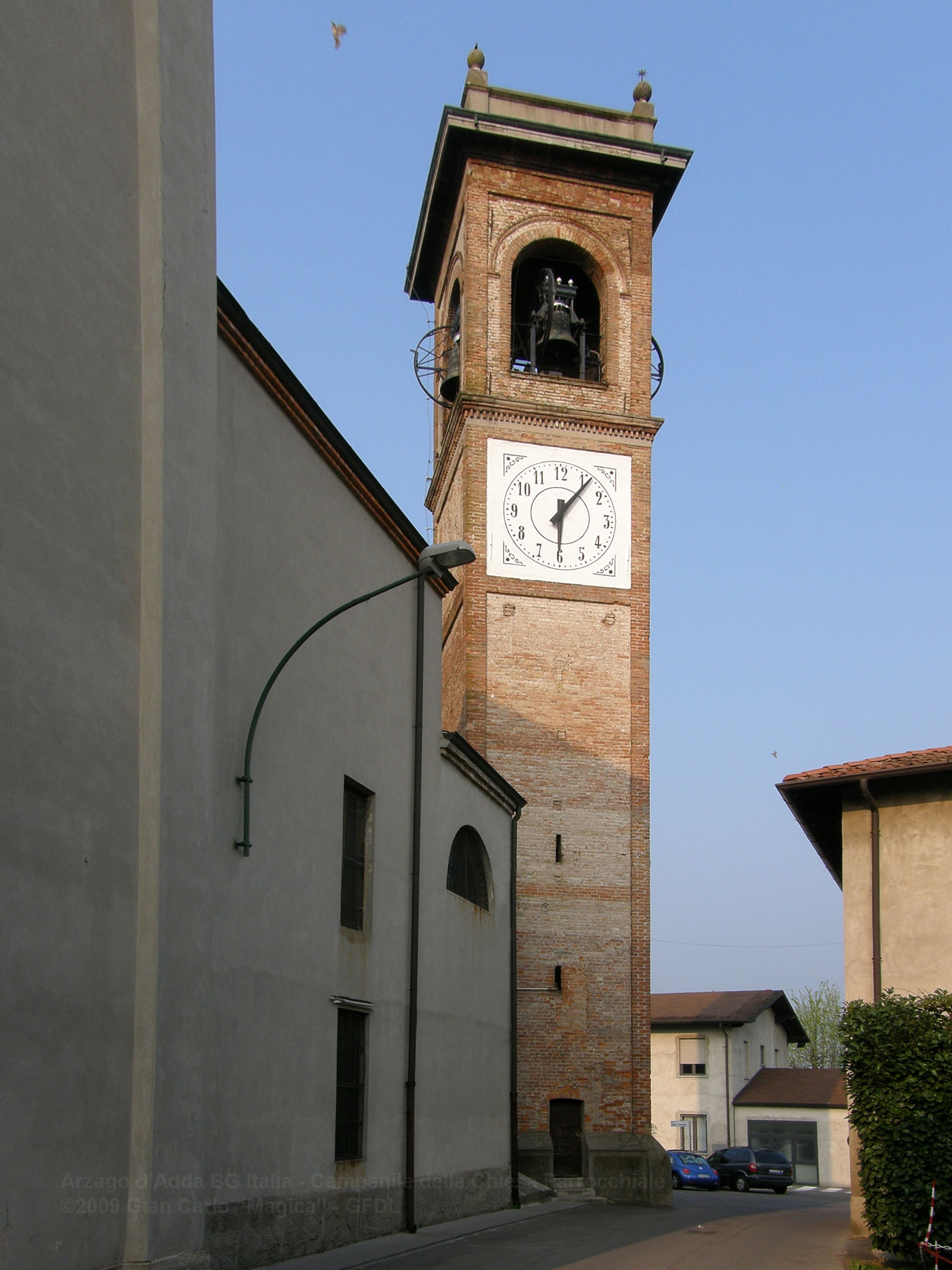
Campanile della Chiesa Parrocchiale
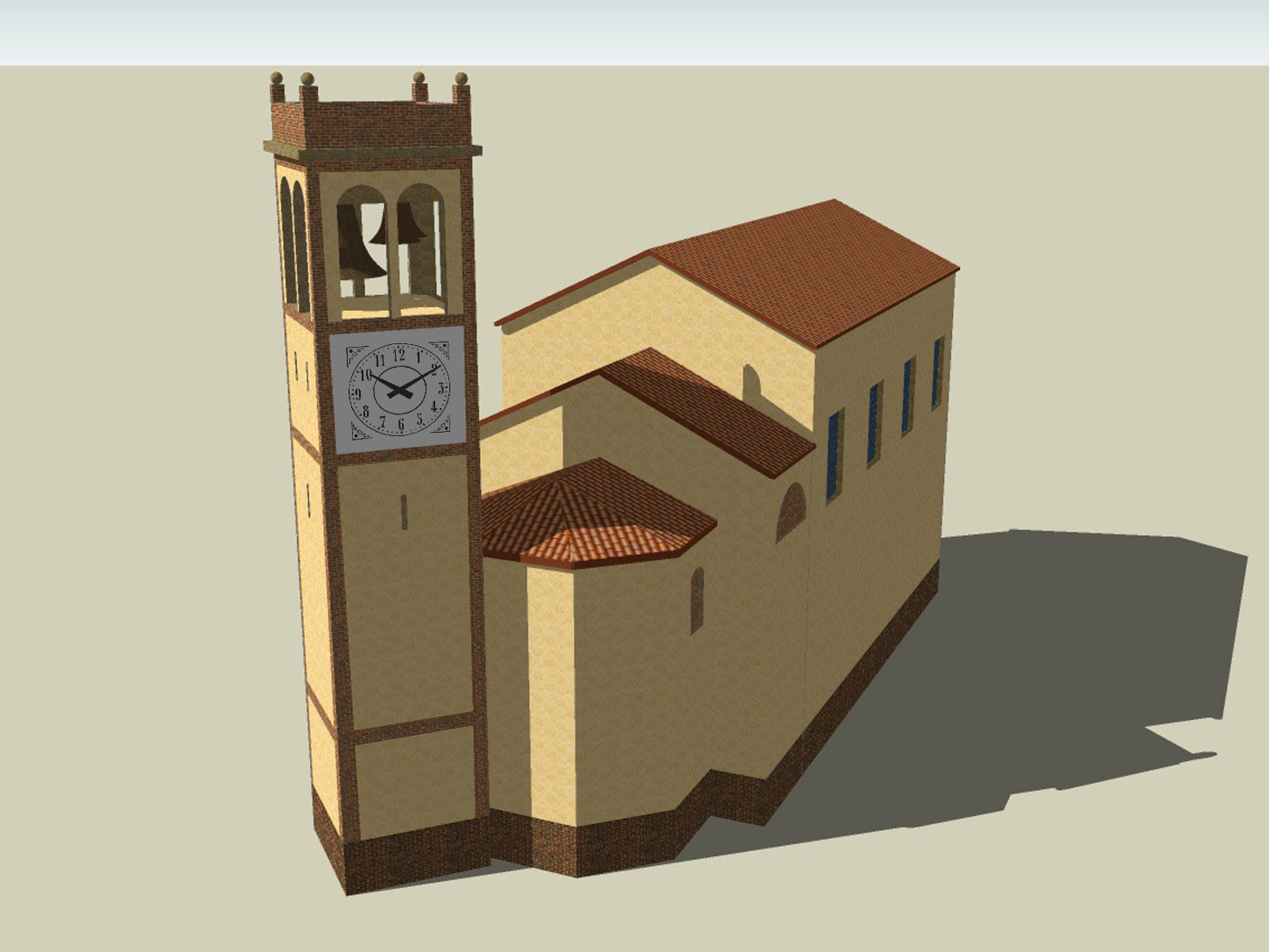
Antica pieve (ricostruzione)
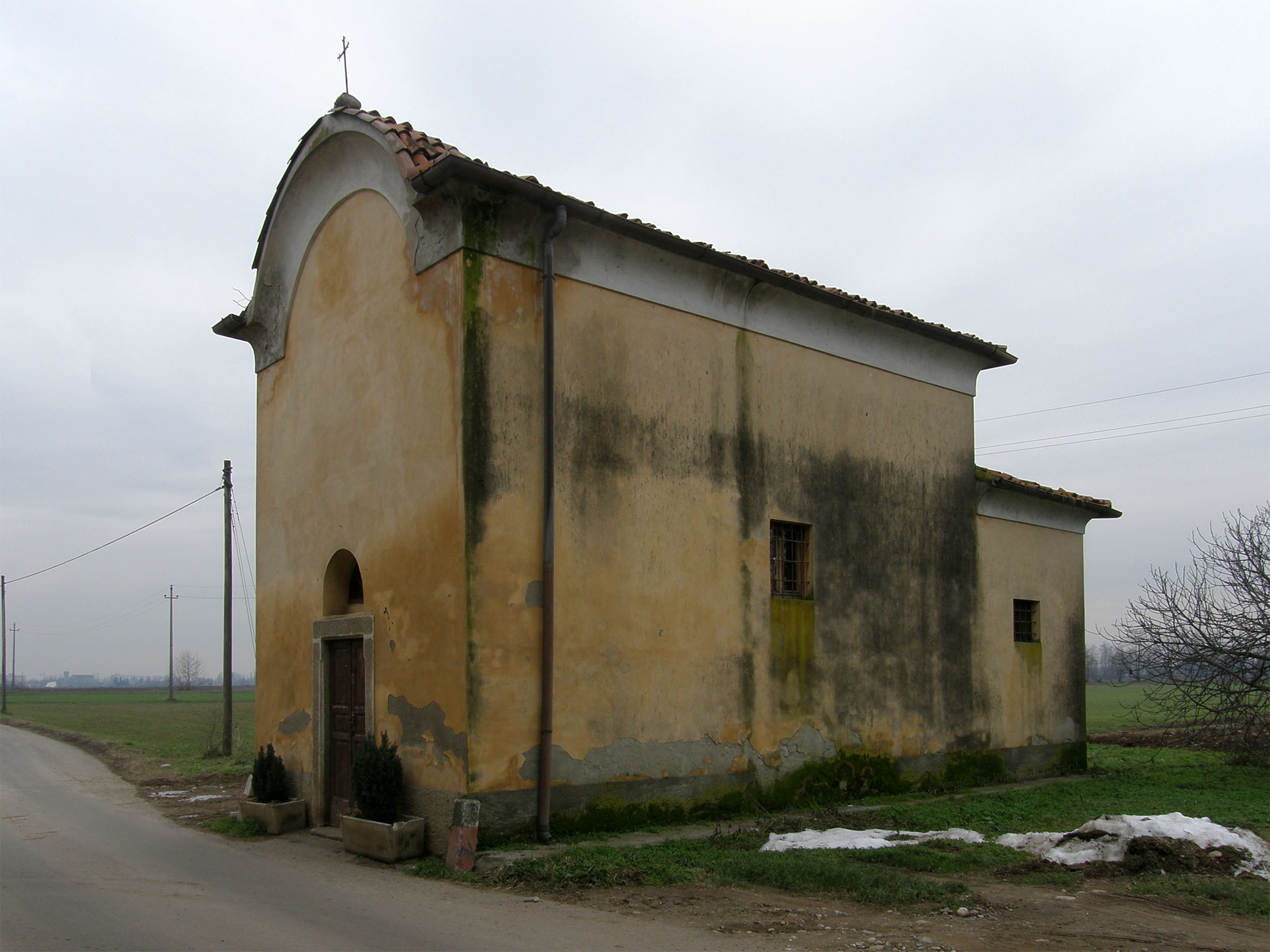
Oratorio di San Bernardo